# گیتانجالی رائو (دانشمند)

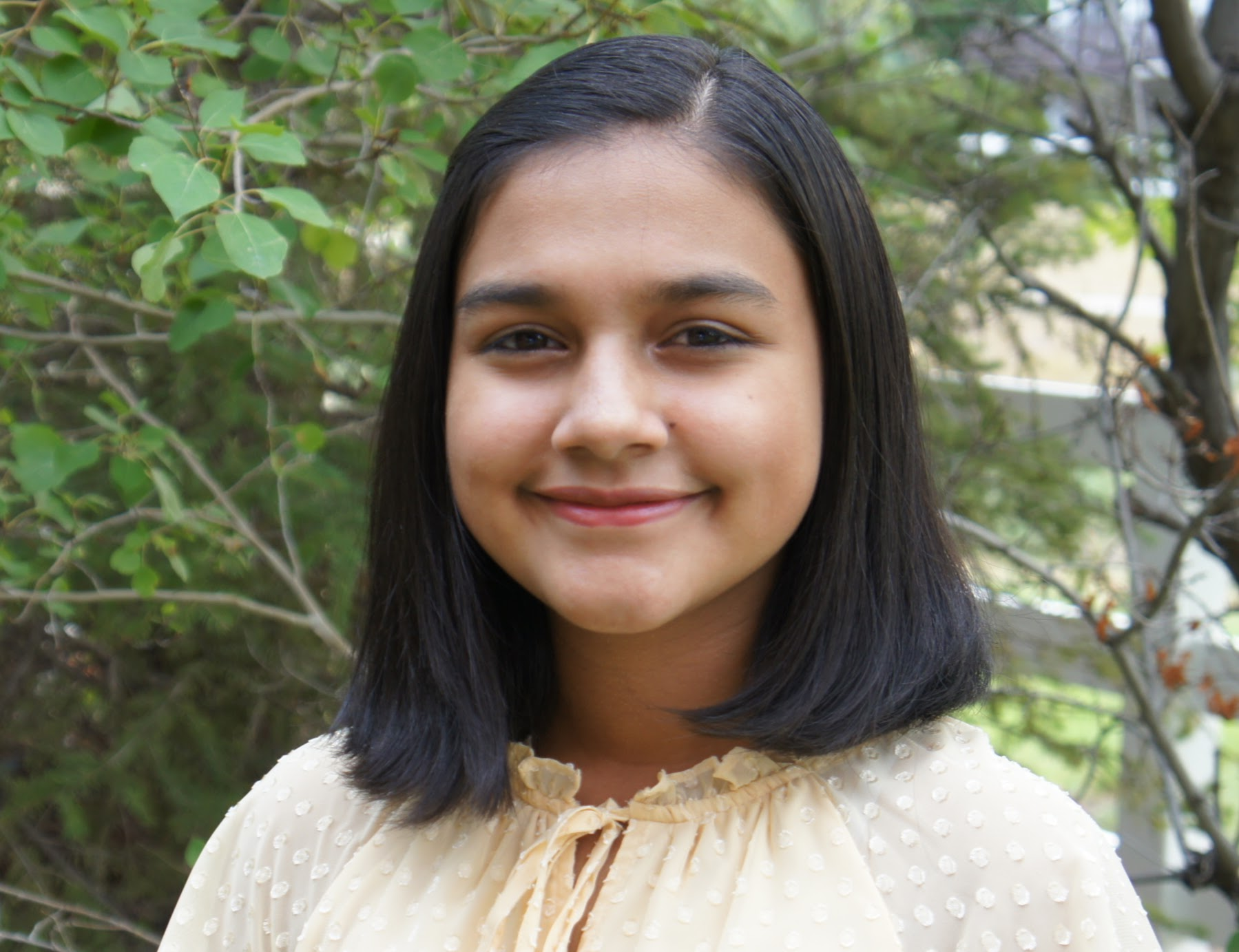
گیتانجالی رائو

گیتانجالی رائو (زاده ۲۴ نوامبر ۲۰۰۵) مخترع، نویسنده، دانشمند و مروج STEM آمریکایی-هندی است. وی در سال ۲۰۱۷ برنده مسابقه Discovery Education 3M Young Scientist شد. او به دلیل ابتکاراتش به عنوان فوربر ۳۰ زیر ۳۰ سال شناخته شد. وی به دلیل نوآوری‌ها و «کارگاه‌های نوآوری» خود که در سراسر جهان برگزار می‌کند، در سال ۲۰۲۰ مبتکر جوان برتر تایم لقب گرفت. تایم جلد ۴ دسامبر ۲۰۲۰ خود، رائو را به عنوان «کودک سال» معرفی کرد.

## اوایل زندگی
گیتانجالی اهل لان تری، کلرادو است. او می‌خواهد ژنتیک و همه‌گیرشناسی را در مؤسسه فناوری ماساچوست بخواند. او همچنین در مورد عدم توازن درآمدی بین جنسیت‌ها صحبت کرده‌است.